# Tullinge
Tullinge är en del av Stockholms tätort och kommundel i Botkyrka kommun beläget mellan Tumba och Flemingsberg.

## Historia

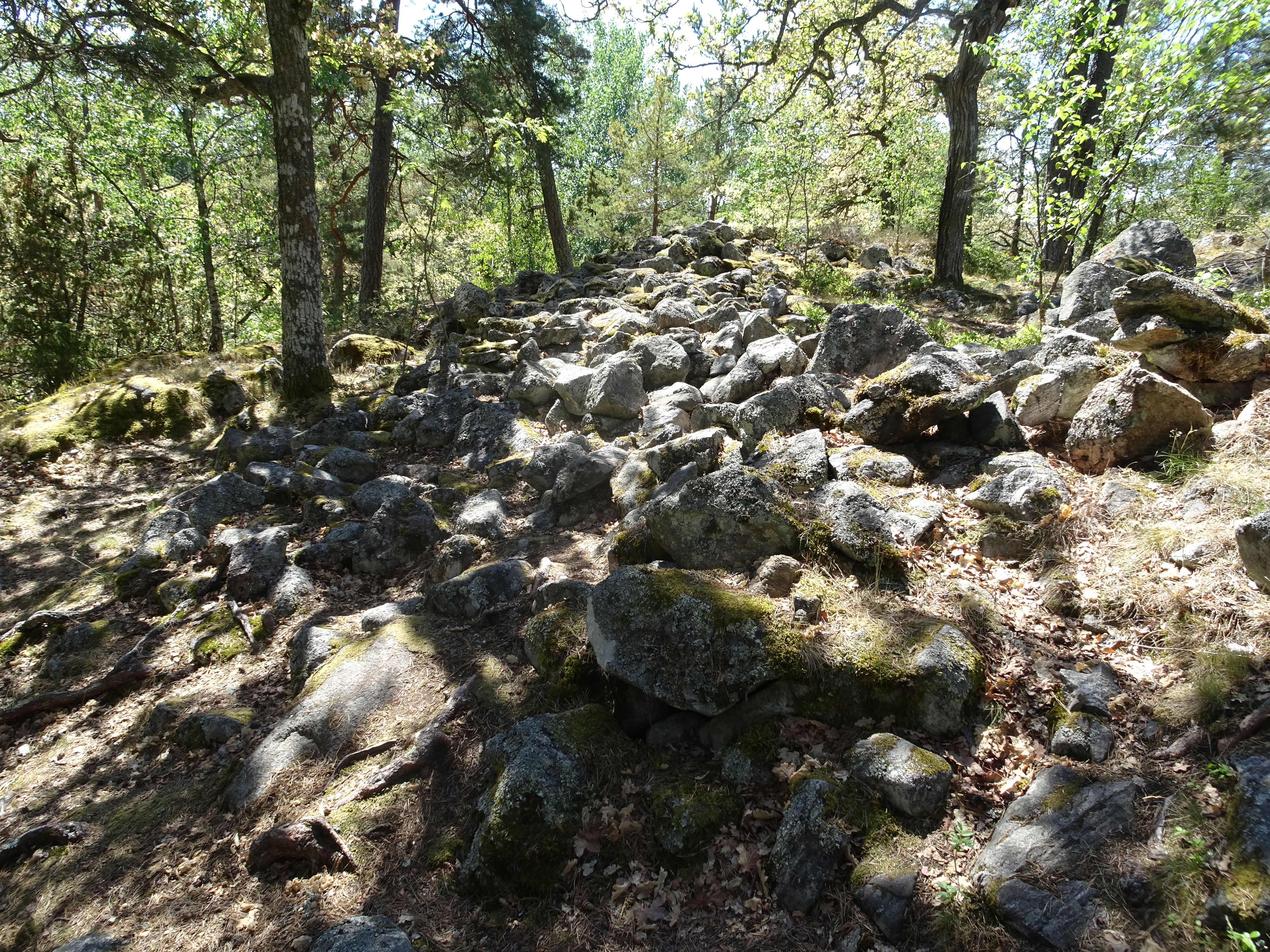
Örnbergets fornborg.

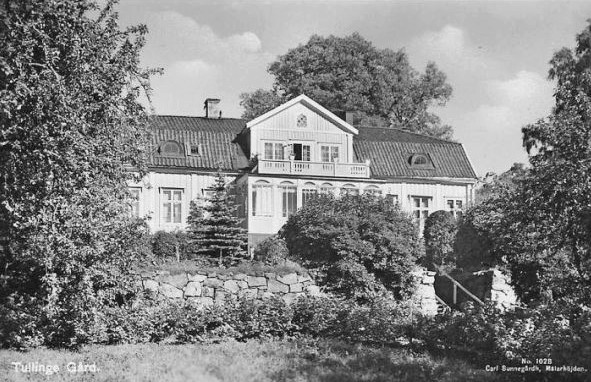
Tullinge gård som gav kommundelen Tullinge sitt namn.

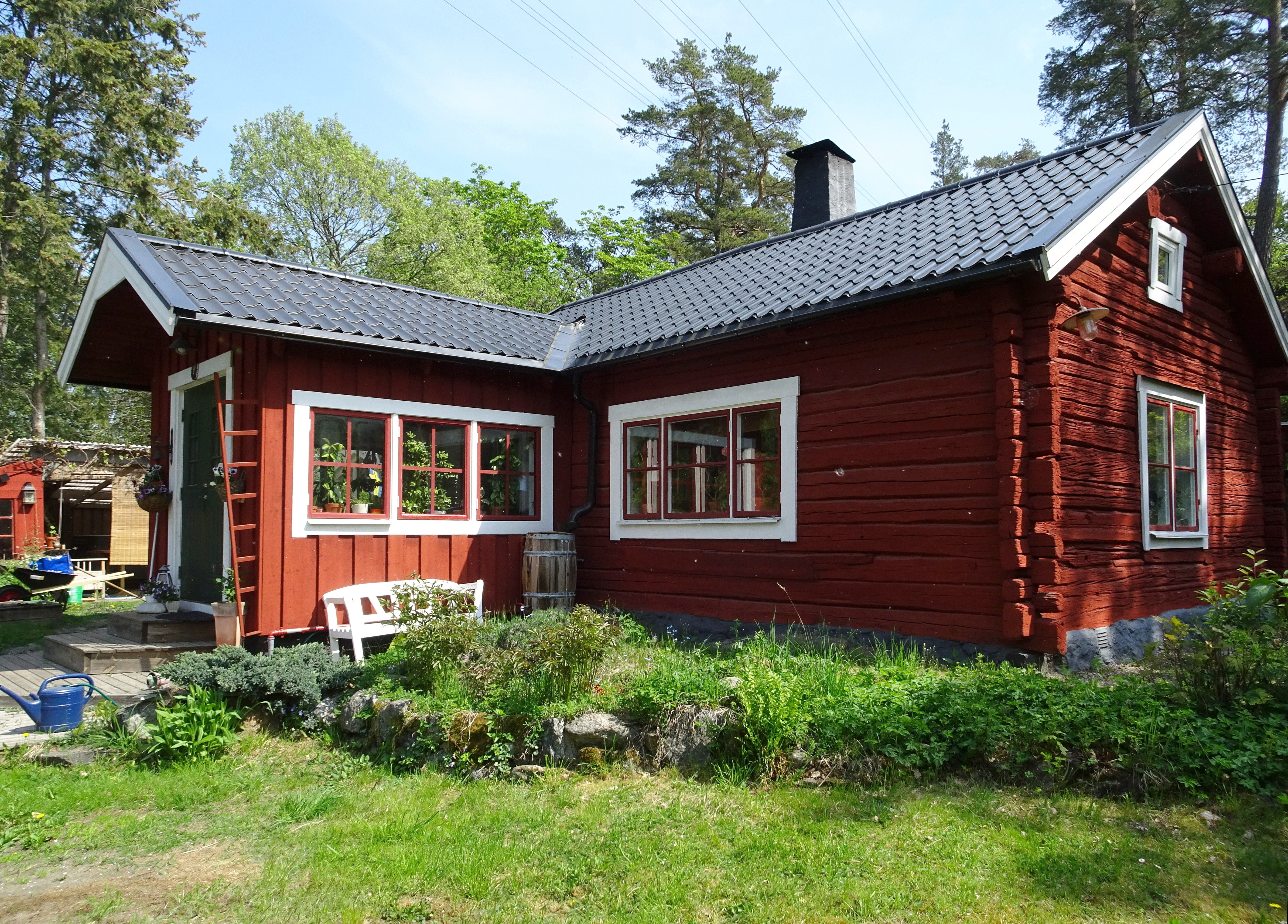
Torpet Kästadal, 2019.

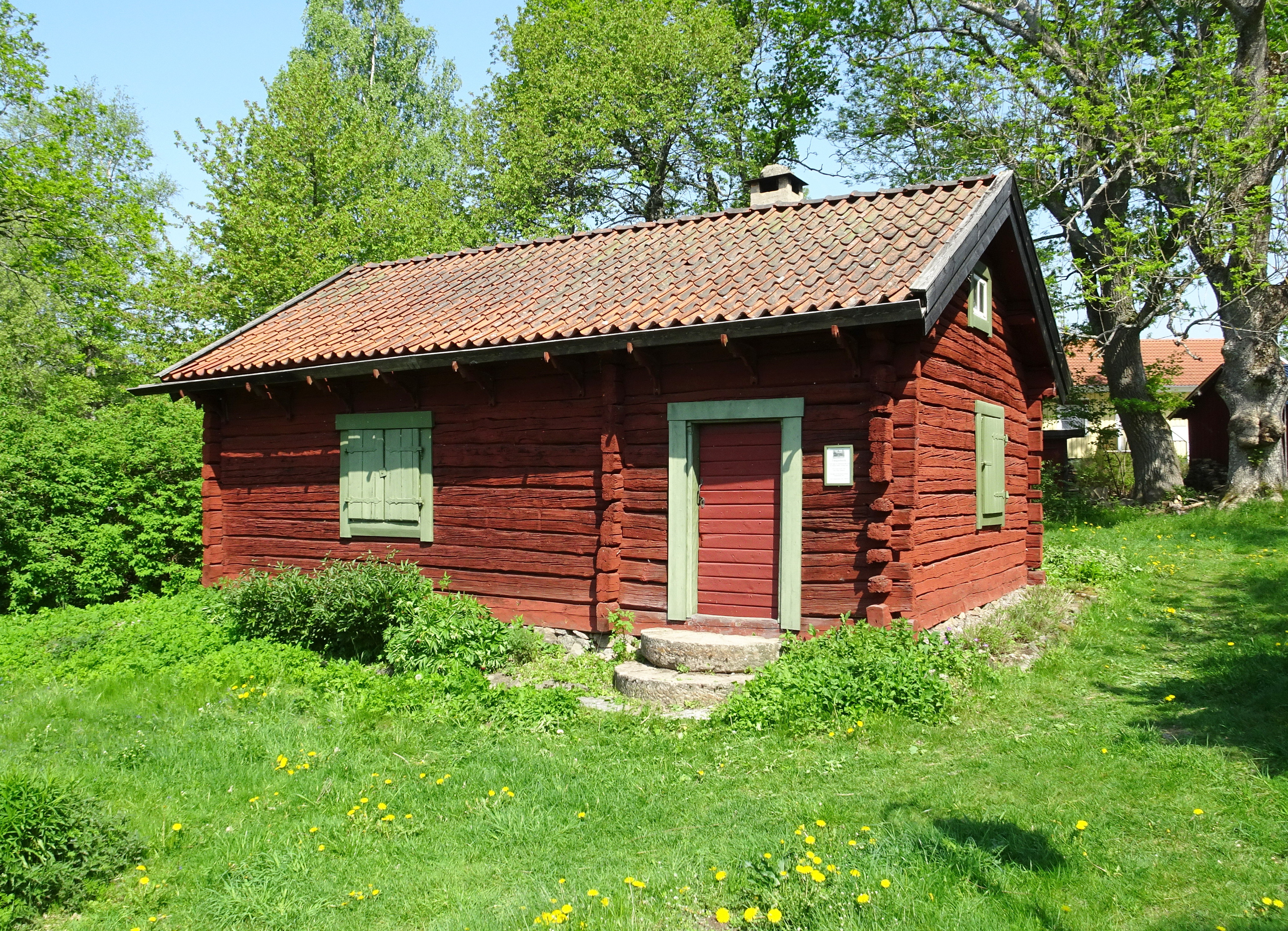
Trädgårdstorp, 2019.

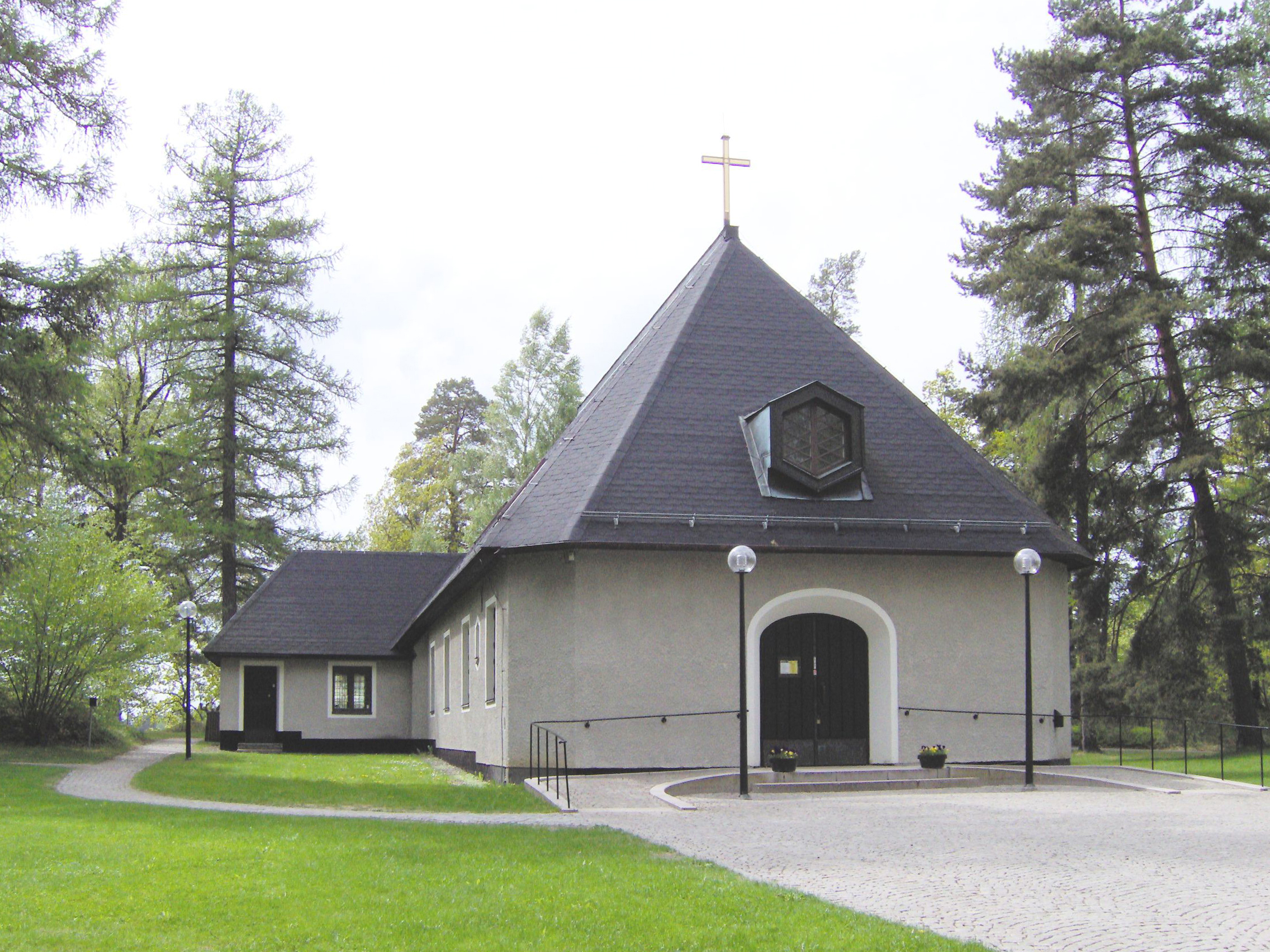
Tullinge kyrka.

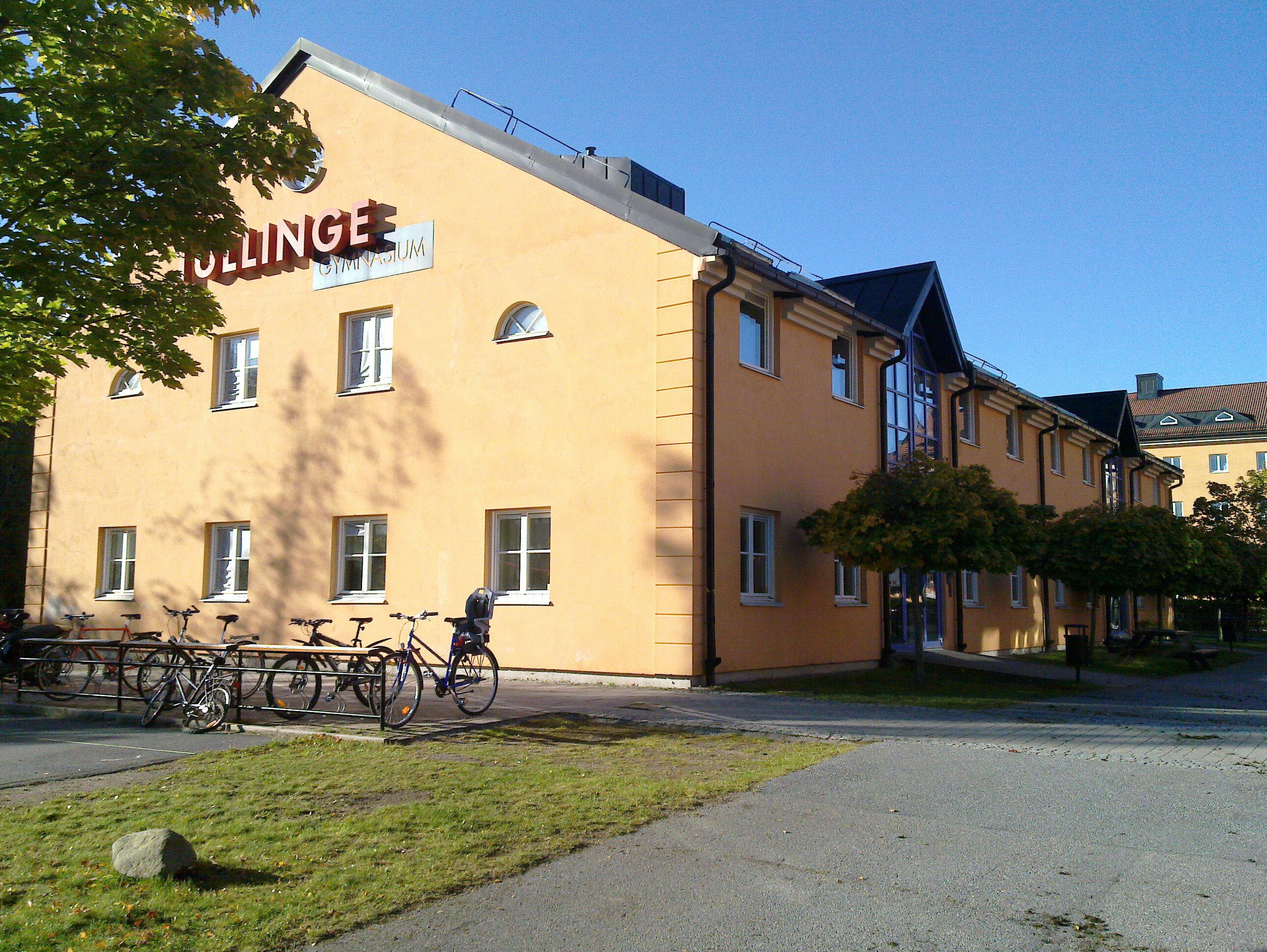
Tullinge Gymnasium.

Tullinge är omnämnt första gången i samband med att Clauus i þulunge, som troligen var en skrivkunnig bonde, 26 maj 1353 gjorde ett jordbyte i Botkyrka. Detta finns nämnt i en rättshandling från Svarta Löts ting.
I Tullinge finns två fornborgar från vikingatiden på två av klipporna vid Tullingesjön, Skansberget och Örnberget. Fynd vid Eklundshov i närheten av Tullinge flygfält tyder på att området varit befolkat sedan mellanstenåldern. På 1800-talet hittades flera föremål från bronsåldern och från yngre järnåldern finns lämningar i form av gravfält. Den så kallade Tullingeskatten innehöll bland annat två yxor och en skärva. 
Tullinge gård finns nämnd redan 1353 i dokument. Kring år 1630 byggdes Tullinge gård till ett säteri av Johan Adler Salvius. Huvudbyggnaden byggdes på 1760-talet men brann ned 13 februari 1943. Flygelbyggnaderna finn kvar idag och används som församlingshem. Några av Tullinge gårds torp finns kvar idag, ett av dem är Trädgårdstorp som sedan 1962 ägs av Botkyrka Hembygdsgille och är deras hembygdsgård och festplats.

### Villastaden
Under slutet av 1800-talet började stockholmare att flytta ut från innerstaden. Villastäder i Stockholms stads utkanter och utanför stadsgränsen började att planeras, däribland i Tullinge. Visionen för Tullinge villastad var inte ett samhälle för vem som helst. Hit ville man locka grosshandlare, industrifamiljer, kryddat med konstnärer och artister. Jacob Tegnér, make till den berömda tonsättaren Alice Tegnér antog sig uppdraget att göra Tullinge till en villastad. Från början var Tullinge tänkt som ett Djursholm söder om Stockholm, men de planerna fullföljdes inte. I marknadsföringen av Tullinge framgick det vilket slags liv man tänkte sig skulle levas i området.
"För dessa villagårdar gäller att där den så önskar, kan hafva plats för ett eller annat stort husdjur, en häst eller två ponnies eller möjligen till nytta för stora och små, en ko eller get".
När västra stambanan drogs genom Tullinge 1859 fanns det ingen station i Tullinge, men när man byggde ut banan till dubbelspår 1903 byggde man även en hållplats. 1917 uppgraderades hållplatsen till station. 1926 fick järnvägen eldrift.
Eklidsskolan, den första kommunala skolan i Tullinge, byggdes 1946. 

### Miljonprogrammet
Under mitten och slutet av 1900-talet började det byggas rejält i Tullinge. På 1950-talet började man bygga Tullingeberg och under miljonprogrammet mellan 1965 och 1975 byggdes de flesta av dagens lägenhetshus och radhusområden i Tullinge. Römossen, Tullingeberg och Tullinge Centrum är alla områden som byggdes under miljonprogrammet. 1958 byggdes Tullinge kyrka efter ritningar av Georg Rudner. Flera nya skolor byggdes och Falkbergsskolan stod klar 1958 och Banslättsskolan 1977. Tullinge station flyttades till sin nuvarande plats 1969, 1,5 km nordöst om den gamla stationen. 1970 växte Tullinge tätort ihop med Stockholms tätort.
Den gamla militärflygplatsen söder om Tullinge (F18) lades ned helt 1994. 2006 började man bygga bostäder på flygfältet, och man kallar den nya stadsdelen Norra Riksten.

### Tullinge egen kommun
Tullingepartiet är ett lokalt parti med målet att Tullinge ska bli en egen kommun genom att bryta sig loss från Botkyrka och bildades inför valet 2006, och fick då ett mandat i Botkyrka kommunfullmäktige. I valet 2010 ökade partiet och fick 6 mandat. I samband med valet 2014 hölls en folkomröstning i Botkyrka kommun angående frågan. Efter folkomröstningen 2014 beslutades av Botkyrkas kommunfullmäktige att kommunen inte skulle delas, med anledning av valresultatet. Tullingepartiet har skickat vidare en delningsansökan till kammarkollegiet och regeringen för slutgiltigt avgörande.

#### Resultat i folkomröstning
Botkyrka  
Ja: 25,5%  
Nej: 69,8%  
Blank: 4,5%  
Tullinge  
Ja: 66,6%  
Nej: 30,6%  
Blank: 2,5%  
Källa:

## Befolkningsutveckling
Tullinge var en fristående tätort till och med 1965
| Befolkningsutvecklingen i Tullinge 1920–1965                                            | Befolkningsutvecklingen i Tullinge 1920–1965 | Befolkningsutvecklingen i Tullinge 1920–1965 | Befolkningsutvecklingen i Tullinge 1920–1965 | Befolkningsutvecklingen i Tullinge 1920–1965 |
| --------------------------------------------------------------------------------------- | -------------------------------------------- | -------------------------------------------- | -------------------------------------------- | -------------------------------------------- |
|                                                                                         |                                              |                                              |                                              |                                              |
| År                                                                                      |                                              |                                              | Folkmängd                                    | Areal (ha)                                   |
| 1920                                                                                    | 1920                                         |                                              | 800                                          | ##                                           |
| 1930                                                                                    | 1930                                         |                                              | 1 257                                        | ##                                           |
| 1935                                                                                    | 1935                                         |                                              | 1 441                                        | ##                                           |
| 1940                                                                                    | 1940                                         |                                              | 1 717                                        | ##                                           |
| 1945                                                                                    | 1945                                         |                                              | 2 053                                        | ##                                           |
| 1950                                                                                    | 1950                                         |                                              | 2 581                                        | ##                                           |
| 1960                                                                                    | 1960                                         |                                              | 4 571                                        | 848                                          |
| 1965                                                                                    | 1965                                         |                                              | 5 635                                        | 830                                          |
| Anm.: Sammanvuxen med Stockholm 1970. ## Som tätort/befolkningsagglomeration 1920–1950. |                                              |                                              |                                              |                                              |

## Demografi
I kommundelen bor över 19 000 invånare 2016 varav 25,6 procent med utländsk bakgrund.

## Bebyggelse

### Tullinge gård
Tullinge gård, belägen vid Tullinge kyrka, från 1630-talet. Johan Adler Salvius, gårdens första ägare och erkänd diplomat från 30-åriga kriget, har fått den angränsande gatan uppkallad efter sig. Huvudbyggnaden från omkring 1760 eldhärjades 1943 och återuppbyggdes aldrig. Flera kända svenskar har bott eller övernattat i Tullinge gård, bland andra drottning Kristina och Gustaf Fröding.

### Tullinge kyrka
Frivilliginsatser och gåvor gjorde bygget av Tullinge kyrka möjligt och det påbörjades 1955. Kyrkan invigdes sedan 1958.

## Utbildning
Tullinge har 7 grundskolor och 2 gymnasieskolor
Grundskolor:
- Banslättsskolan (F-5)
- Eklidsskolan (F-5)
- Falkbergsskolan (6-9)
- Parkhemsskolan (F-5)
- Rikstens skola (F-9)
- Trädgårdsstadsskolan (F-9)
- Tullingebergsskolan (F-5)

Gymnasieskolor:
- Tullinge gymnasium
- Södertörns Gymnasium

## Idrott

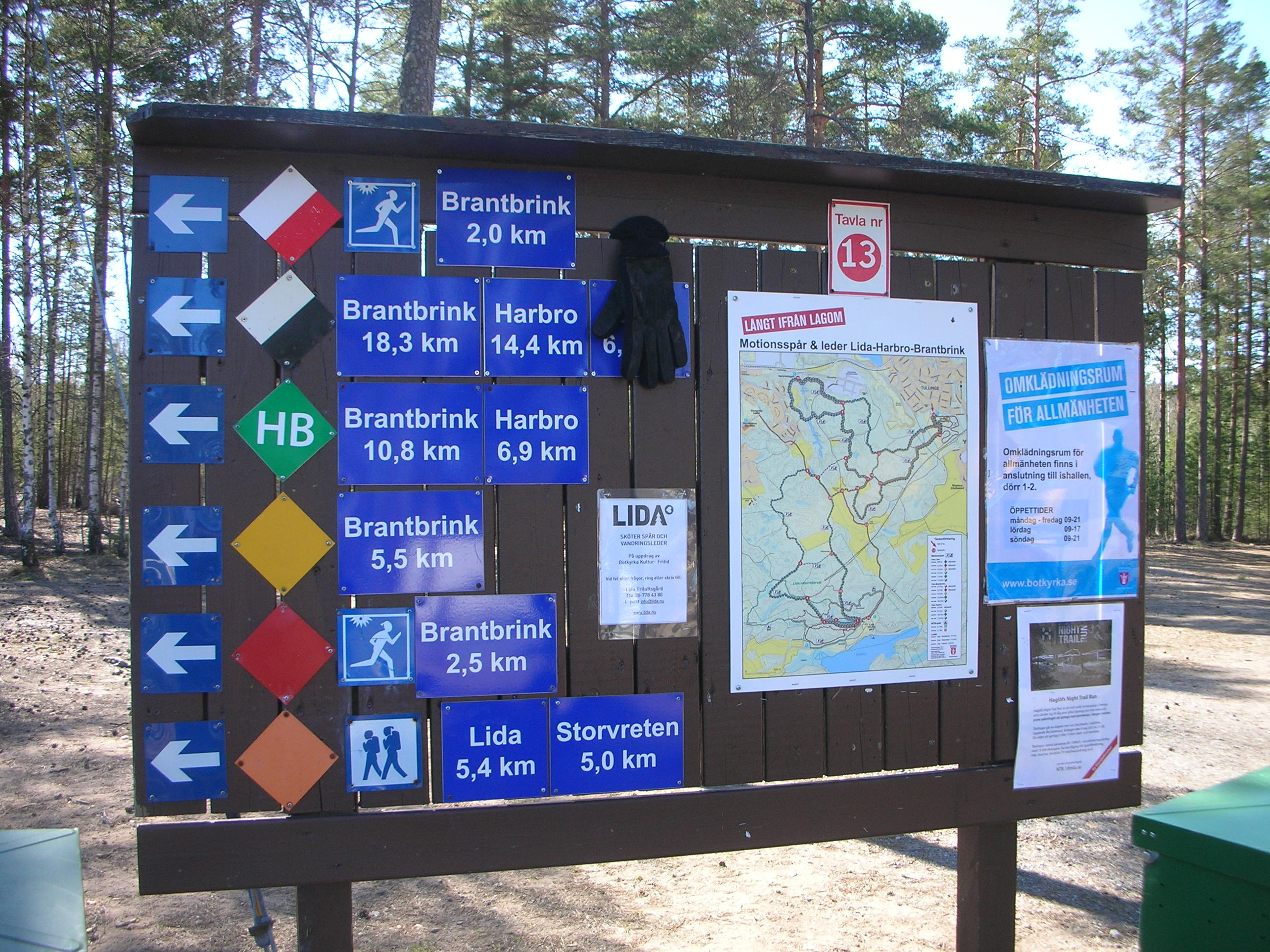
Motionsspår Brantbrink

Tullinge har ett rikt idrottsliv med många idrottsföreningar. Det finns ett flertal idrottsplatser, däribland Brantbrinks IP och Lida friluftsgård med ett stort nät av motionsspår som på vintern används som skidspår. Det finns även ett antal mindre idrottsanläggningar, bland annat flera konstgräsplaner och platser för spontanidrott.
Tullinge har flera föreningar som är och har varit framstående inom olika idrotter. FBI Innebandy var en av de första innebandyföreningarna som bildades i Sverige, och klubben har haft seniorlag i division 1. Inom orientering har Tullinge SK varit mycket framgångsrika och vunnit både 10-mila och Jukolakavlen, klubben är en av Sveriges största orienteringsklubbar med över 500 medlemmar.
Idrottsföreningar i Tullinge:
- Tullinge GF (Truppgymnastik)
- Tullinge SK (Orientering, cykel och skidor)
- FBI Tullinge (Innebandy)
- Tullinge TP (Fotboll, Ishockey)
- Tullinge Kanotförening (Kanot)
- Tullinge TK (Tennis)
- Tullinge BK (Fotboll)

## Kända personer från Tullinge
- Alice Tegnér - tonsättare
- Anna Maria Roos - lärare, författare, teosof, sångtextförfattare
- Denniz Pop - låtskrivare och producent
- Keve Hjelm - skådespelare och regisör
- Britt Mogård - utbildningsminister och politiker
- Stig Synnergren - överbefälhavare, general
- Lars Lönnkvist - orienterare
- Lucas Estrada - låtskrivare och producent
- Mijailo Mijailović - Svensk dömd mördare